# 哀愁しんでれら
『哀愁しんでれら』（あいしゅうしんでれら）は、2021年2月5日に公開された日本のサスペンス映画。
カルチュア・エンタテインメントと蔦屋書店が主催する次世代のクリエイター発掘のためのコンペティション「TSUTAYA CREATORS' PROGRAM FILM 2016」でグランプリを獲得した企画を基に映画化。主演の土屋太鳳は本作のオファーを3度断り、4度目で引き受けた。2022年にはNetflixで配信され、公式ウェブサイト「Top 10 on Netflix」7月4日 - 7月10日集計の国内ランキングでは、1位になっている。

## あらすじ
市役所に勤める小春はある日突然、信じられない災難に次々と見舞われ、全てを失ってしまう。不幸のどん底に落ちた彼女の前に、8歳の娘を男手ひとつで育てる開業医の大悟が現れる。
王子様のような大悟に惹かれた小春は彼のプロポーズを受け入れ、彼と結婚する。しかし彼女はその後、社会を震撼させる凶悪事件を起こすことに…。

## キャスト
- 福浦小春：土屋太鳳
- 泉澤大悟：田中圭[6][7]
- 泉澤ヒカリ：COCO
- 福浦千夏：山田杏奈
- 福浦一郎：ティーチャ
- 恵美：安藤輪子
- 志乃：金澤美穂[8]
- 広夢：水石亜飛夢
- 青柳：中村靖日
- 亀岡：正名僕蔵
- 横山渉：阿久津慶人
- 小林来実：野澤しおり
- 白石礼奈：綾乃彩
- 山田真未：桝田幸希
- 泉澤美智代：銀粉蝶
- 福浦正秋：石橋凌

## スタッフ
- 脚本・監督：渡部亮平
- 製作：中西一雄
- 共同製作：藤本款、小泉裕幸、根本浩史、久保田修、吉川英作
- プロデューサー：浅野由香、涌田秀幸
- 音楽：フジモトヨシタカ[9]
- 宣伝プロデューサー：深瀬和美
- 協力プロデューサー：山本晃久
- 撮影監督：吉田明義
- 美術：矢内京子
- GAFFER：浦田寛幸
- 録音：根本飛鳥（J.S.A.）
- 装飾：岩本智弘
- 衣装：境野未希
- ヘアメイク：外丸愛
- 小道具：鶴岡久美
- VFXスーパーバイザー：小坂一順
- リレコーディングミキサー：浅梨なおこ
- サウンドデザイン：大保達哉
- カラリスト：石山将弘、芳賀脩
- 編集：岩間徳裕
- 助監督：水波圭太、川井隼人
- 制作担当：阿部史嗣
- アソシエイトプロデューサー：遠藤里紗
- 配給：クロックワークス
- 制作プロダクション：C&Iエンタテインメント
- 製作幹事：カルチュア・エンタテインメント
- 製作：「哀愁しんでれら」製作委員会（カルチュア・エンタテインメント、クロックワークス、TBSグロウディア、蔦屋書店、C&Iエンタテインメント、日本出版販売）